# Fluthelfer-Ehrennadel des Landes Sachsen-Anhalt 2013
Die Fluthelfer-Ehrennadel des Landes Sachsen-Anhalt 2013 wurde als Auszeichnung durch die Landesregierung des Landes Sachsen-Anhalt am 20. August 2013 anlässlich der Flutkatastrophe an der Elbe, sowie an den Nebenflüssen Saale und Mulde, im Juni 2013 beschlossen. Sie gilt als „nicht staatliche Auszeichnung“ und wird als Erinnerungszeichen eingestuft. Neben der Fluthelfernadel in Form einer Pinnnadel, wurde eine Bandschnalle für Uniformträger geschaffen. Eine Verleihung an Helfer von Bundeseinrichtungen (THW, Bundeswehr, Bundespolizei) wurde nicht durchgeführt, da diese bereits mit der Einsatzmedaille Fluthilfe 2013 des Bundes geehrt werden sollten.

## Gestaltung
Bei der Fluthelfernadel handelt es sich um einen Pin mit rückseitiger Clutchnadel und Schmetterlingsverschluss. Im oberen Bereich steht der Schriftzug „Hochwasser 2013“ und im unteren Bereich „Sachsen-Anhalt dankt den Helfern“. Die Auflage lag bei 31.000 Stück. Die Bandschnalle ist in den Landesfarben Gelb/Schwarz gehalten, wobei eine Miniatur der Fluthelfernadel mit der Schriftzug „Flut 2013“ mittig auf der Bandschnalle aufgesetzt wurde.

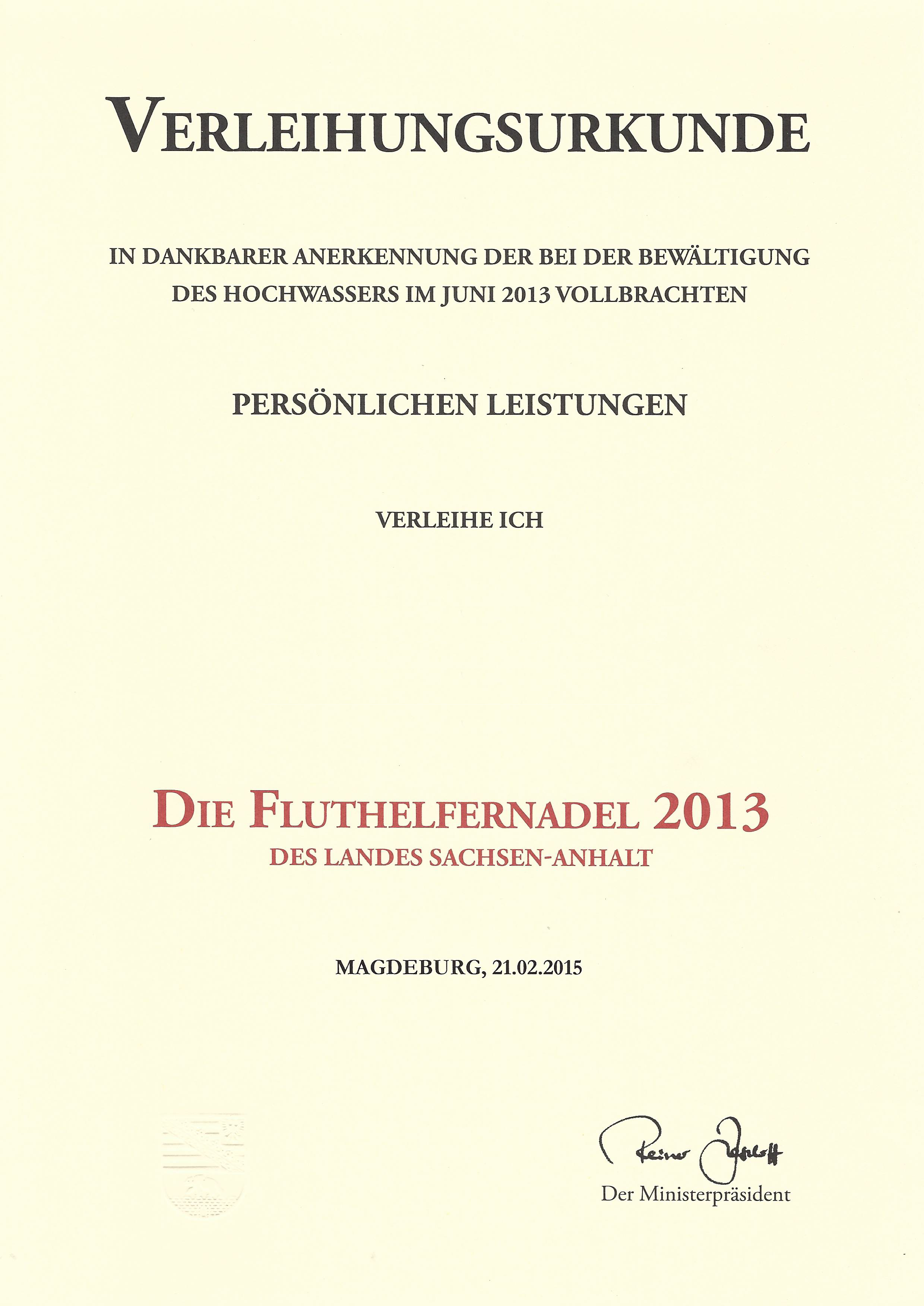
Verleihungsurkunde
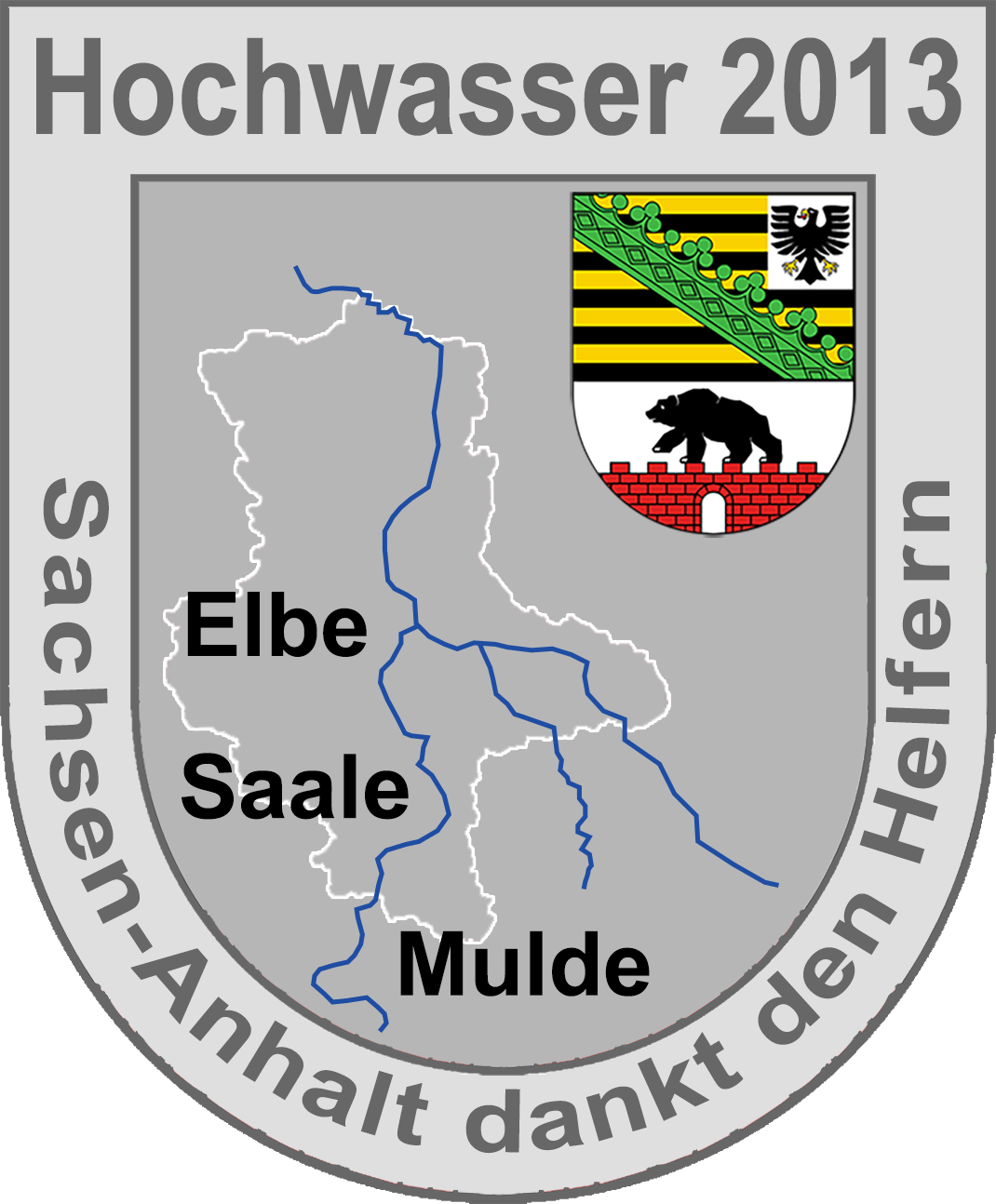
Fluthelfernadel als Pin
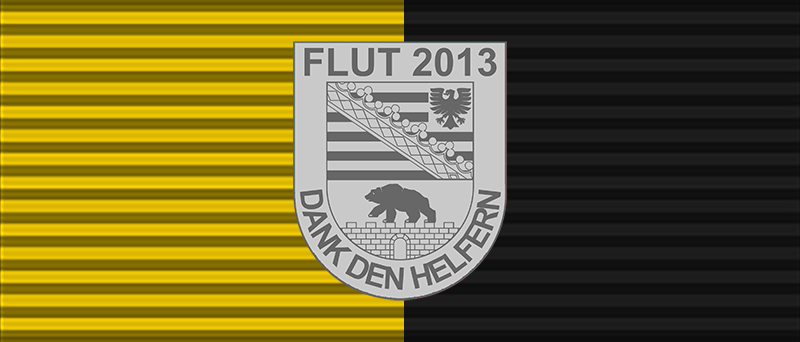
Fluthelfernadel als Bandschnalle